# Église du Christ de Napoleonville
L'église du Christ est une église anglicane située à Napoleonville, dans l'État de Louisiane, aux États-Unis. L'église, ainsi que son cimetière adjacent, sont inscrits au NRHP depuis 1977.

## Historique
L'église du Christ a été conçue par l'architecte new-yorkais Frank Wills dans un style néo-gothique, en 1853, à l'image des églises de village en Angleterre, mais avec des adaptations spécifiques, notamment en ce qui concerne les matériaux.
Elle est située sur la rive ouest de Bayou Lafourche, au coin de l'ancienne plantation Elm Hall.